# Sieliszcze (sielsowiet Łoszany)
Sieliszcze (biał. Селішчы, ros. Селищи) – wieś na Białorusi, w obwodzie mińskim, w rejonie mińskim, w sielsowiecie Łoszany.